# 西里汉姆㹴
西里漢姆㹴 (Sealyham Terrier) 是起源於威爾斯的罕見品種中型㹴，作為工作犬。主要是白色，19 世紀中期到後期在西里漢姆發展。
第一次世界大戰起，其數量已經顯著下降，養犬俱樂部列為脆弱的本土品種；2008 年記錄到歷史最低登記數量，在英國只有 43 隻。這個品種給予適當的培訓後，適合當作家庭犬或工作犬。